# Bradley Locko
Bradley Locko, född 6 maj 2002 i Ivry-sur-Seine, är en fransk fotbollsspelare.

## Karriär
Bradley Locko inledde sin seniorkarriär i Stade de Reims B-lag år 2020. Han debuterade i dess A-lag 2021. Sedan 2023 spelar han i Stade Brest 29. Vid olympiska sommarspelen 2024 i Paris ingick han i det franska laget som tog silver efter att ha förlorat finalen mot Spanien.